# The Oxford Magazine
A Oxford Magazine é uma revista e jornal publicados em Oxford, Inglaterra. Foi estabelecido em 1883 e publicado semanalmente durante os semestres da Universidade de Oxford.
Colaboradores incluem: J.R.R. Tolkien, cujo personagem Tom Bombadil, que mais tarde apareceu em O Senhor dos Anéis, apareceu pela primeira vez na revista por volta de 1933. Um poema conjunto de C. S. Lewis e Owen Barfield chamado "Abecedarium Philosophicum" foi publicado em 30 de novembro de 1933.Dorothy Sayers publicou dois de seus poemas, Hymn in Contemplation of Sudden Death e Epitaph for a Young Musician, na revista. WH Auden publicou seu primeiro poema, The Sunken Lane, na Oxford Magazine, enquanto estudava na Universidade de Oxford. A revista também publicou poetas como H.W. Garrod, Olivia McCannon, Jude Cowan Montague, Michael Gessner, Kieron Winn, John Wain, Elizabeth Jennings e outros.
Agora funciona como "comentarista de assuntos universitários"  isto é, um fórum independente onde os membros da Congregação podem debater a política acadêmica.  Embora seja distribuído junto com a Oxford University Gazette , ele geralmente publica artigos críticos à liderança da universidade.
A revista continua a publicar poesias, incluindo o trabalho do professor de poesia Simon Armitage, de Oxford. Lucy Newlyn é a editora literária da revista desde 2011. O editor literário anterior da revista foi o poeta Bernard O'Donoghue, que foi precedido pelo poeta David Constantine. O atual editor geral da revista é Tim Horder, Membro Emérito em Medicina na Universidade de Oxford.
Não deve ser confundido com a Oxford Magazine ou In Oxford Magazine, ambas listas comerciais/revistas de compras que cobrem a cidade de Oxford.